# SN 1987A
SN 1987A var en supernova i utkanterna av Tarantelnebulosan i det Stora magellanska molnet, en närbelägen dvärggalax. Den inträffade ungefär 51,4 kiloparsek (drygt 168 000 ljusår) från jorden, nära nog för att ses med blotta ögat. Den kunde ses från hela södra halvklotet och från norra halvklotet söder om den tjugonde breddgraden. Det var den närmsta supernovan sedan SN 1604, som inträffade i själva vintergatan. Ljuset från supernovan nådde jorden den 23 februari 1987. Som den första upptäckta supernovan 1987 fick den namnet "1987A". Dess ljusstyrka nådde maximum i maj, med en apparent magnitud på ungefär 3, och avtog långsamt de följande månaderna. Det var det första tillfället för moderna astronomer att se en supernova från relativt kort avstånd.
Supernovan upptäcktes av Ian Shelton och Oscar Duhalde vid Las Campanas-observatoriet i Chile den 24 februari 1987, och även av Albert Jones i Nya Zeeland.
Eftersom avståndet till SN1987A är ungefär 168 000 ljusår, inträffade supernovan egentligen för 168 000 år sedan. Som jämförelse kan nämnas att moderna Homo sapiens sapiens framträdde runt 200 000 år sedan.

## Föregångaren

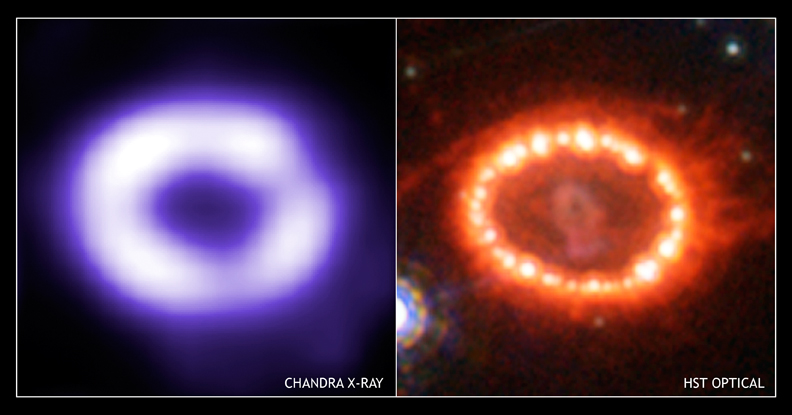
Den expanderande supernovaresten runt SN1987A och dess växelverkan med omgivningen, sett i röntgenfrekvenser och i synligt ljus.

Strax efter upptäckten av supernovan, fastslogs den blå superjätten Sanduleak -69° 202 som dess föregångare. Detta var oväntat, eftersom blå superjättar då inte ansågs vara möjliga föregångare till supernovor. Idag tror många astronomer att föregångaren var ett binärt system, där komponenterna sammanföll med varann ungefär 20 000 år före explosionen och då bildade en blå superjätte. 

## Neutrinoemission
Ungefär tre timmar innan det synliga ljuset från SN 1987A nådde jorden, observerades en plötslig ökning av neutriner vid tre olika neutrinoobservatorier. Det anses att detta var på grund av att neutrinerna utstrålades före ljuset, snarare än att neutrinerna färdades snabbare än ljuset. 07:35 UT detekterade Kamiokande II 11 neutriner, IMB 8 neutriner and Baksan 5 neutriner, i en puls som varade mindre än 13 sekunder.
Även om antalet observerade neutriner var bara 24 var det en markant ökning från den tidigare observerade bakgrundsnivån.  Detta var första gången som neutriner från en supernova observerats direkt, och observationerna var i enlighet med teoretiska supernovamodeller i vilka 99 procent av energin vid kollapsen strålas iväg i form av neutriner. Observationerna är även i enlighet med modellernas uppskattningar på totalt {\displaystyle 10^{58}} utstrålade neutriner, med en totalenergi runt {\displaystyle 10^{46}} joule. 
Ett högst viktigt resultat angående gravitation erhölls från neutrinobservationerna. Det verkade som om neutrinerna och antineutrinerna tog lika lång tid att nå jorden, ungefär 168 000 år. Skillnaden i deras ankomsttider var mindre än 12 sekunder. Detta var det första empiriska indiciet att materia, antimateria och fotoner alla påverkas på liknande sätt av gravitation, något som hade förutspåtts av standardgravitationsteorier men som aldrig påvisats empiriskt.
De flesta supernovor växer sig ljusstarkare med tiden allt eftersom de frigör sin energi. Men röntgen- och radiostrålningen från SN 1987A växte sig starkare eftersom tryckvågen från explosionen hade kolliderat med ett tätt moln av gas och damm.

## Felande neutronstjärna?
SN 1987A verkar vara en kärnkollapssupernova, vilket borde ha resulterat i en neutronstjärna. Sedan supernovan blev synlig har astronomer sökt efter den kollapsade kärnan utan resultat. Rymdteleskopet Hubble tog de hittills skarpaste bilderna av supernovan. Dessa bilder visar inga spår av en eventuell neutronstjärna. Två förklaringar för den 'felande' neutronstjärnan har föreslagits. Den ena är att neutronstjärnan är insvept i täta stoftmoln som gör den omöjlig att se. Den andra är att tillräckligt stora mängder materia föll tillbaka på neutronstjärnan att kollapsen fortsatte tills den blev ett svart hål.

## Avståndet till SN1987A och ljusets hastighet
De tre ljusstarka ringarna runt SN 1987A är materia från föregångarens stjärnvind. Ringarna joniserades av ultraviolett strålning från supernovaexplosionen, och började successivt att emittera i olika emissionsfrekvenser. Dessa ringar "slogs inte på" förrän en tid efter utbrottet, och påslagsprocessen kunde studeras väldigt noggrant med spektroskopiska metoder. Ringarna är tillräckligt stora för att deras vinkelstorlek skall kunna mätas noggrant: den inre ringen har en radie på 0,834 bågsekunder. Med hjälp av enkel trigonometri kan man använda detta mått för att bestämma avståndet till SN1987A, som är ungefär 168 000 ljusår.
Den del av ringen som ligger vinkelrätt från explosionscentrum (sett från oss) observerades lysas upp ca 8 månader efter explosionen. Ljuset som tagit denna omväg via ringen till oss låg hela tiden en ringradie efter ljuset direkt från centrum oavsett vilken ljushastighet som rådde under resan. Denna ringradie kunde beräknas som dessa 8 månader x ljusets hastighet som gällde för år 1987 då mätningen skedde. 
Det går alltså inte av enbart denna observation att utläsa om ljuset har haft någon annan hastighet tidigare. Dock kan man i spektrumet från strålningen se att sönderfallshastigheten för radioaktiva isotoper som bildades vid supernovan var synbart densamma som här, för att "synbart detsamma" skall stämma med ökande ljushastighet, måste sönderfallshastigheten vid SN1987A varit proportionerligt (exakt) lika mycket högre som ljushastigheten skulle varit högre då.
Detta antas då ha medfört att energiproduktionen i kärnprocesser i stjärnor mm. i området måste varit mycket högre. 
Einsteins berömda formel 
{\displaystyle E=mc^{2}}
beskriver energiutvecklingen i stjärnor (och även radioaktiva isotoper); om man i den ökar ljushastigheten "c", ökar energiproduktionen med kvadraten på förändringen.
Det har emellertid observerats att ”m” ändrats i motsvarande grad så att energiutvecklingen inte påverkats av att ”c” ändrats.  Både ”c”, ”m” och ett antal andra, dock inte alla, naturkonstanters värden beror av styrkan på ZPE (nollpunktsenergin). ZPE har ökat (vakuum har blivit ”tätare”) vilket medfört att värdet på ”c” har minskat. En analogi är hur ljuset går snabbare i luft än i glas som är tätare. Det som förvirrar är att ”m” i atomär skala och ”m” i makroskala inte är samma sak. Detta observerades redan 1929 av R.T Birge.  Mätningar visar att massa mätt på atomnivå är proportionell mot 1/c2. Massa mätt på en makroskopisk skala är relaterad till total energi och därmed oberoende av värdet på ”c”.
Strålningens energitäthet ρ ~ 1/c ~ U (där U är styrkan på ZPE) men dess intensitet I = ρc och den är därmed oberoende av värdet på ”c”.